# Catherine Anouilh
Pour les articles homonymes, voir Anouilh.
Catherine Anouilh  est une actrice française née le 24 novembre 1934 à Paris et morte le 30 janvier 1989 à Paris. Elle est la fille de l'actrice Monelle Valentin et du dramaturge Jean Anouilh.

## Filmographie
- 1955 : Les Grandes Manœuvres, de René Clair
- 1957 : La Roue de André Haguet

## Théâtre
- 1954 : Cécile ou l'École des pères de Jean Anouilh, mise en scène Roland Piétri, Comédie des Champs-Élysées
- 1955 : Ornifle ou le Courant d'air de Jean Anouilh, Comédie des Champs-Élysées
- 1958 : Ardèle ou la Marguerite de Jean Anouilh, mise en scène Roland Piétri, Comédie des Champs-Élysées
- 1958 : Un caprice de Alfred de Musset, mise en scène Claude Sainval, Comédie des Champs-Élysées
- 1958 : Le Bal du lieutenant Helt de Gabriel Arout, mise en scène Raymond Gérôme, Théâtre des Mathurins
- 1959 : La Petite Molière de Jean Anouilh et Roland Laudenbach, mise en scène Jean-Louis Barrault, Grand-Théâtre de Bordeaux, Odéon-Théâtre de France
- 1962 : L'Invitation au château de Jean Anouilh, mise en scène André Barsacq, Théâtre de l'Atelier, Théâtre des Célestins